# Arquidiocese de Puebla de los Ángeles
A Arquidiocese de Puebla de los Ángeles (Archidiœcesis Angelorum) é uma circunscrição eclesiástica da Igreja Católica situada em Puebla de Zaragoza, México. Seu atual arcebispo é José Víctor Manuel Valentín Sánchez Espinosa. Sua Sé é a Catedral Basílica de Puebla.
Possui 320 paróquias servidas por 585 padres, contando com 6 979 654 habitantes, com 78,8% da população jurisdicionada batizada (5 499 876 batizados).

## História
A diocese Carolensis, com sede em Yucatán, foi erigida em 24 de janeiro de 1519 pelo Papa Leão X com a bula Sacri apostolatus ministerio.  Foi a primeira diocese de Nova Espanha. O nome da diocese foi escolhido em homenagem ao imperador Carlos V. Era originalmente uma diocese sufragânea da arquidiocese de Sevilha. A Sé da diocese estava localizada em uma cidade recém-fundada, chamada cidade Carolense, onde, segundo a bula, foi erigida a paróquia da Mãe dos Remédios, que foi elevada a Catedral. No entanto, a área circundante ainda era inexplorada, tanto que, na bula da ereção da diocese, é declarado que ainda não se sabe se Yucatán é uma ilha grande ou um novo continente. Os assentamentos espanhóis eram difíceis de defender devido à escassez de tropas e esta cidade carolense, da qual a própria fundação permanece incerta, logo foi abandonada.
A diocese foi estendida a Oaxaca, Veracruz, Tabasco e a parte de Chiapas em 13 de outubro de 1525 pela bula Devotionis tuae probata sinceritas do Papa Clemente VII. Ao mesmo tempo, o título de bispo Carolense foi concedido ao bispo de Tenochtitlán; a catedral da diocese era a igreja da Assunção da Virgem Maria, hoje em ruínas. Essa concessão feita ao bispo nomeado, que ainda não havia desembarcado na América, mas estava na Espanha, tinha o objetivo de dar ao bispo o poder de colocar a sé episcopal onde ele julgasse mais adequado e ao mesmo tempo adaptar a bula de ereção de Leão X, que não havia estabelecido limites precisos para a nova diocese, a um território cada vez maior à medida que as explorações continuavam.
Em 1527 o bispo Julián Garcés, depois de receber consagração episcopal na Espanha, alcançou sua diocese e colocou a sé episcopal em Tlaxcala, adicionando aos dois anteriores também o título desta cidade. No entanto, devido à pobreza de Tlaxcala, o bispo decidiu fundar uma nova cidade em uma posição mais favorável, à qual deu o nome de Puebla de los Ángeles e transferiu a sé episcopal na segunda metade de 1539.
Em 2 de setembro de 1530 e 21 de julho de 1535, ele cedeu partes de seu território em benefício da ereção das dioceses de Cidade do México e de Antequera (atualmente ambas arquidioceses).
Em 6 de junho de 1543, a sé episcopal foi transferida para Puebla de Zaragoza, mantendo o nome de diocese de Tlaxcala.
Em 12 de fevereiro de 1546 passou a fazer parte da província eclesiástica da Arquidiocese da Cidade do México.
Posteriormente, cedeu várias partes de seu território para o benefício da ereção de novas dioceses:
- a diocese de Yucatán (hoje arquidiocese) em 19 de novembro de 1561;[7]
- a diocese de Chilapa (atual diocese de Chilpancingo-Chilapa) em 16 de março de 1863;[8]
- a diocese de Veracruz ou Jalapa (atual arquidiocese de Xalapa) no dia 19 de março;[9]
- a diocese de Ciudad Victoria ou Tamaulipas (atual diocese de Tampico) em 12 de março de 1870;
- a diocese de Mixtecas (atual diocese de Huajuapan de León) em 25 de abril de 1902.

Em 1643 o bispo Juan de Palafox y Mendoza fundou o seminário diocesano.
No dia 11 de agosto de 1903 foi elevada à dignidade de arquidiocese metropolitana por força da bula Prædecessoris Nostri do Papa Pio X e passa a usar seu atual nome.
Em 19 de junho de 1931 cedeu duas paróquias para a  Diocese de Papantla.
Em 8 de setembro de 1940, pela carta apostólica Mexicana in ditione, o Papa Pio XII confirmou a Beata Virgem Maria de Ocotlán padroeira da Arquidiocese.
Em 23 de maio de 1959 e 13 de janeiro de 1962, cedeu novas partes de território para o benefício da ereção das dioceses de Tlaxcala e de Tehuacán.
Em 28 de janeiro de 1979 a arquidiocese recebeu a visita pastoral do Papa João Paulo II.

## Prelados
| #                   | Nome                                                     | Período    | Notas                                       |
| Arcebispos          | Arcebispos                                               | Arcebispos | Arcebispos                                  |
| ------------------- | -------------------------------------------------------- | ---------- | ------------------------------------------- |
| 8º                  | José Víctor Manuel Valentín Sánchez Espinosa             | 2009-      | Atual                                       |
| 7º                  | Rosendo Huesca Pacheco                                   | 1977-2009  |                                             |
| 6º                  | Ernesto Corripio y Ahumada                               | 1976-1977  | Nomeado Arcebispo do México                 |
| 5º                  | Octaviano Márquez y Tóriz                                | 1950-1975  |                                             |
| 4º                  | José Ignacio Márquez y Tóriz                             | 1945-1950  |                                             |
| 3º                  | Pedro Vera y Zuria                                       | 1924-1945  |                                             |
| 2º                  | Enrique Sánchez y Paredes                                | 1919-1923  |                                             |
| 1º                  | José Ramón Ibarra y González                             | 1903-1917  |                                             |
| Arcebispo-coadjutor |                                                          |            |                                             |
|                     | José Ignacio Márquez y Tóriz                             | 1934-1945  |                                             |
| Bispos              |                                                          |            |                                             |
| 35º                 | José Ramón Ibarra y González                             | 1902-1903  | Elevado à Arcebispo                         |
| 34º                 | Perfecto Amézquita y Gutiérrez, C.M.                     | 1896-1900  |                                             |
| 33º                 | Francisco Melitón Vargas y Gutiérrez                     | 1888-1896  |                                             |
| 32º                 | José María del Refugio Guerra y Alva                     | 1888       | Bispo eleito, faleceu antes de tomar posse. |
| 31º                 | José María Mora y Daza                                   | 1884-1887  |                                             |
| 30º                 | Francisco de Paula Verea y González                      | 1879-1884  |                                             |
| 29º                 | Carlos María Colina y Rubio                              | 1863-1879  |                                             |
| 28º                 | Pelagio Antonio de Labastida y Dávalos                   | 1855-1863  | Nomeado Arcebispo do México                 |
| 27º                 | José María Luciano Becerra y Jiménez                     | 1852-1854  |                                             |
| 26º                 | Francisco Pablo Vásquez Bizcaíno (y Sánchez)             | 1831-1847  |                                             |
| 25º                 | José Antonio Joaquín Pérez Martínez y Robles             | 1814-1829  |                                             |
| 24º                 | Manuel Ignacio González de Campillo Gómez del Valle      | 1804-1813  |                                             |
| 23º                 | Salvador Bienpica y Sotomayor                            | 1790-1802  |                                             |
| 22º                 | Santiago José Hechavarría (Cheverria) y Elguezúa         | 1788-1789  |                                             |
| 21º                 | Victoriano López Gonzalo                                 | 1773-1786  | Nomeado Bispo de Tortosa                    |
| 20º                 | Francisco Fabián y Fuero                                 | 1765-1773  | Nomeado Arcebispo de Valência               |
| 19º                 | Domingo Pantaleón Álvarez de Abreu                       | 1743-1763  | Arcebispo (título pessoal)                  |
| 18º                 | Pedro González García                                    | 1739-1743  | Nomeado Bispo de Ávila                      |
| 17º                 | Benito Crespo y Monroy, O.S.                             | 1734-1737  |                                             |
| 16º                 | Juan Antonio de Lardizabal y Elorza                      | 1722-1733  |                                             |
| 15º                 | Pedro Nogales Dávila                                     | 1707-1721  |                                             |
| 14º                 | García Felipe de Legazpi y Velasco Altamirano y Albornoz | 1704-1705  |                                             |
| 13º                 | Ignacio de Urbina, O.S.H.                                | 1701-1703  | Arcebispo (título pessoal)                  |
| 12º                 | Manuel Fernández de Santa Cruz y Sahagún                 | 1676-1699  |                                             |
| 11º                 | Juan de Sancto Mathía Sáenz de Mañozca y Murillo         | 1675       | Nomeado postumamente                        |
| 10º                 | Diego Osorio de Escobar y Llamas                         | 1655-1673  |                                             |
| 9º                  | Juan de Palafox y Mendoza                                | 1639-1653  | Nomeado Bispo de Osma                       |
| 8º                  | Gutiérrez Bernardo de Quirós                             | 1626-1638  |                                             |
| 7º                  | Alfonso de la Mota y Escobar                             | 1607-1625  |                                             |
| 6º                  | Diego de Romano y Govea                                  | 1578-1606  |                                             |
| 5º                  | Antonio Ruíz de Morales y Molina, O.S.                   | 1572-1576  |                                             |
| 4º                  | Fernando de Villagómez                                   | 1561-1571  |                                             |
| 3º                  | Martín Sarmiento de Hojacastro, O.F.M.                   | 1548-1557  |                                             |
| 2º                  | Pablo Gil de Talavera                                    | 1544-1545  |                                             |
| 1º                  | Julián Garcés, O.P.                                      | 1519-1542  |                                             |
| Bispos-auxiliares   |                                                          |            |                                             |
|                     | Francisco Javier Martínez Castillo                       | 2023–      | Atual                                       |
|                     | Rutilo Felipe Pozos Lorenzini                            | 2013–2020  | Nomeado Bispo de Ciudad Obregón             |
|                     | Tomás López Durán                                        | 2013–      | Atual                                       |
|                     | Dagoberto Sosa Arriaga                                   | 2011-2013  | Nomeado Bispo de Tlapa                      |
|                     | Eugenio Andrés Lira Rugarcía                             | 2011–2016  | Nomeado Bispo de Matamoros                  |
|                     | Rosendo Huesca Pacheco                                   | 1970-1977  | Nomeado Arcebispo                           |
|                     | Ricardo Guízar Díaz                                      | 1970-1977  | Nomeado Bispo auxiliar de Aguascalientes    |
|                     | Emilio Abascal y Salmerón                                | 1953–1968  | Nomeado Arcebispo de Xalapa                 |
|                     | José Ignacio Márquez y Tóriz                             | 1934       | Nomeado Arcebispo coadjutor                 |
|                     | Miguel Anselmo Álvarez de Abreu y Valdéz                 | 1749–1765  | Nomeado Bispo de Antequera                  |
|                     | Francisco Juan Leiza (de Leyva)                          | 1739-1747  |                                             |